# Jatani
Jatani es una ciudad y municipio situada en el distrito de Khordha en el estado de Odisha (India). Su población es de 63697 habitantes (2011). Se encuentra a  42 km de Cuttack y a 21 km de Bhubaneswar.

## Demografía
Según el censo de 2011 la población de Jatani era de 63697 habitantes, de los cuales 20462 eran hombres y 19123 eran mujeres. Jatani tiene una tasa media de alfabetización del 89,60%, superior a la media estatal del 72,87%.